# الاواتوگاما
الاواتوگاما (به لاتین: Alawatugama) یک منطقهٔ مسکونی در سری‌لانکا است که در استان مرکزی (سری‌لانکا) واقع شده‌است.